# Walter Schrempf
Pour les articles homonymes, voir Schrempf.
Walter Schrempf (né en 1922 à Nürtingen et mort en 1998 à Sarrebruck) est un architecte allemand.

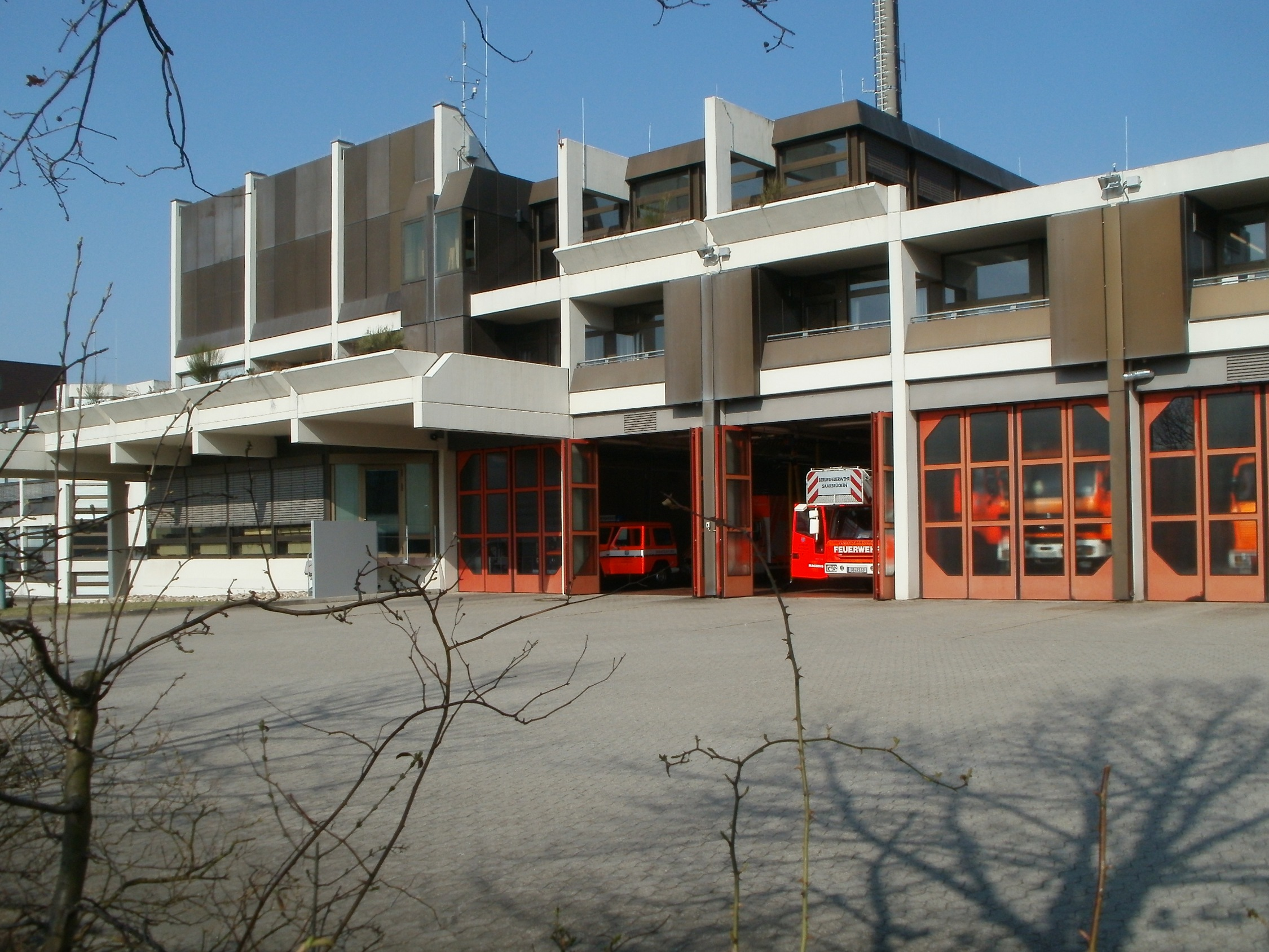
Caserne de pompiers n°1 (Sarrebruck).
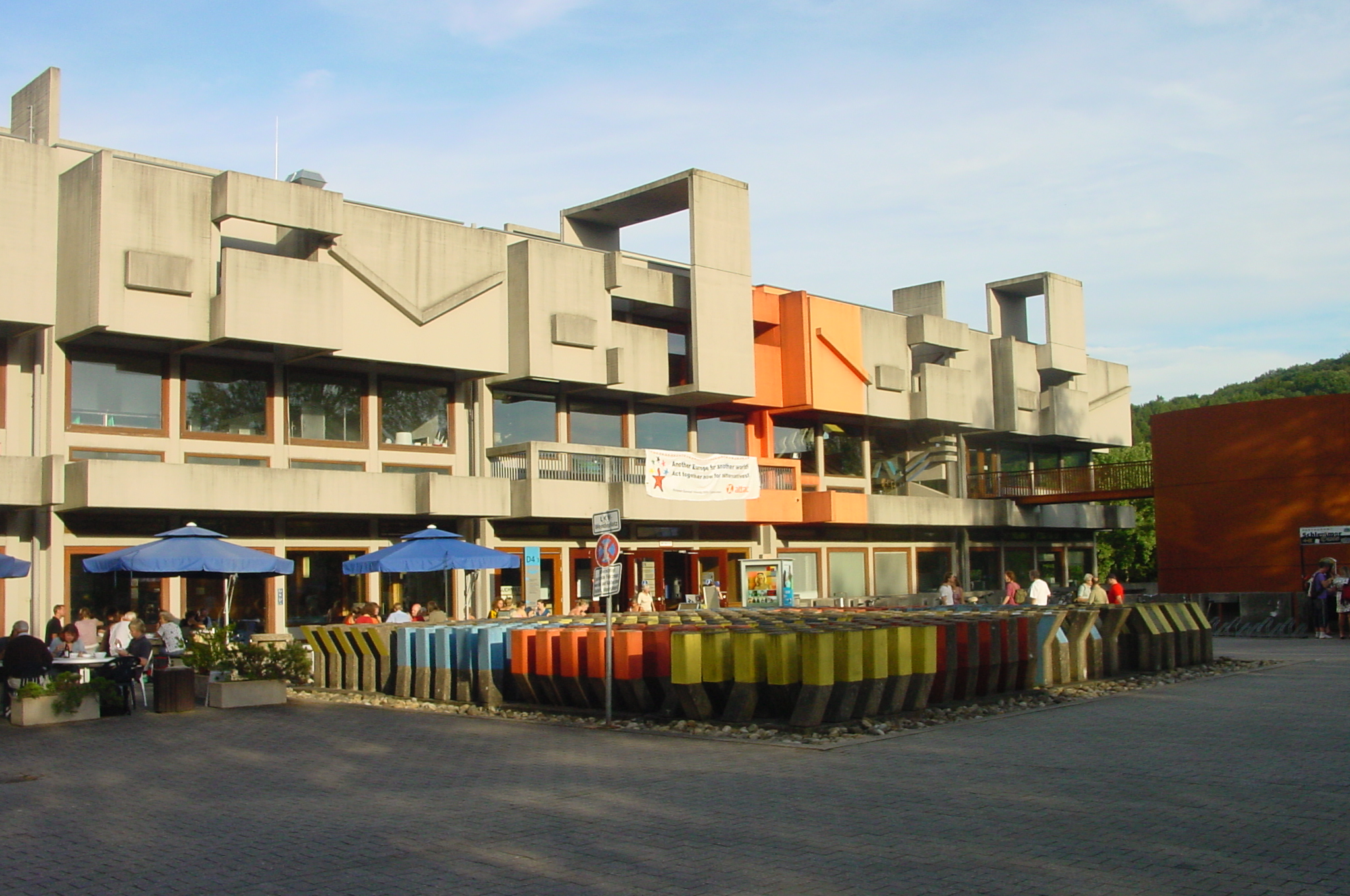
Cafétéria de l'université de la Sarre (Sarrebruck).